# Les Premiers, les Derniers
Les Premiers, les Derniers is een Frans-Belgische film uit 2016, geschreven en geregisseerd door Bouli Lanners die zelf ook de hoofdrol speelt. De film werd ook geselecteerd voor het internationaal filmfestival van Berlijn in de Panorama-sectie.

## Verhaal
Twee premiejagers, Gilou en Cochise gaan op zoek naar een gestolen gsm toebehorend aan een heel invloedrijk persoon en heel wat gevoelige inhoud bevattend. Esther en Willy, een koppel dat op de vlucht is, kruist hun pad.

## Rolverdeling
| Acteur           | Personage            |
| ---------------- | -------------------- |
| Bouli Lanners    | Gilou                |
| Albert Dupontel  | Cochise              |
| Suzanne Clément  | Clara                |
| Michael Lonsdale | hoteleigenaar        |
| David Murgia     | Willy                |
| Aurore Broutin   | Esther               |
| Philippe Rebbot  | Jésus                |
| Serge Riaboukine | de chef              |
| Max von Sydow    | begrafenisondernemer |

## Prijzen en nominaties
De belangrijkste:
| Jaar | Prijs              | Categorie               | Genomineerde(n) | Uitslag  |
| ---- | ------------------ | ----------------------- | --------------- | -------- |
| 2017 | Magritte du cinéma | Beste film              | Beste film      | Gewonnen |
| 2017 | Magritte du cinéma | Beste regie             | Bouli Lanners   | Gewonnen |
| 2017 | Magritte du cinéma | Beste mannelijke bijrol | David Murgia    | Gewonnen |
| 2017 | Magritte du cinéma | Beste decors            | Paul Rouschop   | Gewonnen |
| 2017 | Magritte du cinéma | Beste kostuums          | Élise Ancion    | Gewonnen |